# NGC 2808
NGC 2808是位於船底座的一個球狀星團。這個星團屬於銀河系，並且是銀河系規模最大的星團之一，擁有超過100萬顆的恆星。估計它的年齡高達125億歲。

## 恆星世代
一直以來都認為NGC 2808是個典型的球狀星團，只有由相同材料在相同時間形成的一代恆星。在2007年，在義大利帕多瓦大學，由Giampaolo Piotto領導的一組天文學家研究哈伯太空望遠鏡的先進巡天照相機在2005年和2006年拍攝的NGC 2808影像。出乎意料的是，他們發現這個星團有三個不同世代的恆星，都是在2億年前在這個星團內生成
。
天文學家認為球狀星團只會有一個世代的恆星，因為來自第一代恆星的輻射會驅散未消耗掉的殘餘氣體。然而，向NGC 2808這種大質量的星團，有足夠的引力減少氣態物質的損失。因此，可以生成第二代和第三代的恆星。
另一種有三代恆星的可能解釋是，它實際上可能是與銀河系相撞後殘餘的矮星系。